# Memphis morvus
Memphis morvus är en fjärilsart som beskrevs av Fabricius 1775. Memphis morvus ingår i släktet Memphis och familjen praktfjärilar. Inga underarter finns listade i Catalogue of Life.